# The Wonders of Magnetism
The Wonders of Magnetism è un cortometraggio muto del 1915. Non si conosce il nome del regista del film, un documentario prodotto dalla Edison.

## Trama
Una serie di dimostrazioni tendenti a illustrare le proprietà scientifiche del magnetismo.

## Produzione
Il film fu prodotto dalla Edison Company.

## Distribuzione
Distribuito dalla General Film Company, il film - un documentario di 150 metri - uscì nelle sale cinematografiche USA il 20 gennaio 1915. Nelle proiezioni, veniva programmato con il sistema dello split reel, accorpato in un'unica bobina con un altro cortometraggio prodotto dalla Edison, la commedia A Weighty Matter for a Detective.
Copia delle pellicola viene conservata negli archivi del Museum of Modern Art.